# Giải Lasker-Koshland cho thành tựu đặc biệt về Y học
Giải Lasker-Koshland cho thành tựu đặc biệt về Y học là một trong bốn giải Lasker của Quỹ Lasker dành cho nghiên cứu y học tại Hoa Kỳ. Giải này được trao lần đầu năm 1994 dưới tên Giải Albert Lasker cho thành tựu đặc biệt và không được trao hàng năm. Năm 2008, giải này được đặt tên lại như trên để vinh danh Daniel E. Koshland, Jr..

## Những người đoạt giải
- 1994: Maclyn McCarty
- 1996: Paul Zamecnik
- 1997: Victor A. McKusick
- 1998: Daniel E. Koshland, Jr.
- 1999: Seymour S. Kety
- 2000: Sydney Brenner
- 2002: James E. Darnell
- 2004: Matthew Meselson
- 2006: Joseph G. Gall
- 2008: Stanley Falkow
- 2010: David Weatherall
- 2012: Donald D. Brown và Tom Maniatis [2]
- 2014: Mary-Claire King